# Криминологическая экспертиза
Криминологи́ческая эксперти́за — это проводимое специалистами-криминологами исследование нормативных актов и их проектов, деятельности государственных органов и должностных лиц, призванное дать оценку их влияния на состояние и тенденции преступности в стране или регионе; юридическая экспертиза.
Как правило, в криминологической оценке нуждаются проекты нормативных актов (законов, указов, постановлений органов исполнительной власти, судебных решений, имеющих нормативный характер). Также объектом криминологической экспертизы могут становиться действующие нормативные акты, если их эффективность сомнительна, предполагается их изменение или отмена.
Криминологическая экспертиза может проводиться как одним специалистом-криминологом, так и их группой (создаваемой ad hoc или существующей в рамках научно-исследовательской или профессиональной организации). Также к проведению экспертизы могут в случае необходимости привлекаться специалисты других отраслей знаний.
Результатом криминологической экспертизы является заключение, в котором должны содержаться исходные данные, послужившие материалом для исследования, описание хода исследования и выводы эксперта или комиссии экспертов.